# Słońsko (Ukraina)
Słońsko – wieś na Ukrainie w rejonie drohobyckim należącym do obwodu lwowskiego.